# Die Interpretation der Bibel in der Kirche
Die Interpretation der Bibel in der Kirche ist eine wissenschaftliche Studie der Päpstlichen Bibelkommission. Sie wurde 1993 im Auftrag von Papst Johannes Paul II. auf die Initiative des damaligen Kommissionspräsidenten Joseph Kardinal Ratzinger, des späteren Papstes Benedikt XVI., erstellt. Das Dokument gibt eine fundierte Übersicht der Methoden und Zugänge der Bibelexegese sowie der Probleme ihrer Hermeneutik, bewertet ihren Nutzen und ihre Grenzen aus Sicht des christlichen Glaubens und der katholischen Lehre, empfiehlt neue Wege der Bibelauslegung, welche das in antiker Menschensprache ausgedrückte ewige Gotteswort sowohl zeitgemäß wie auch glaubenstreu deuten und seine Botschaft möglichst authentisch vermittelt. Außerdem wird die Interpretation der Heiligen Schrift im praktischen Kirchenleben gewürdigt. Der Papst hob bei der Überreichung der Studie unter anderem hervor: „Was bei diesem Dokument auf den ersten Blick überraschen wird, ist die Offenheit des Geistes, in dem es abgefaßt ist.“

## Aufgabe und Ziel des Dokumentes
Wichtigen Anstoß zur Erstellung der Studie gaben die wachsende Anzahl von wissenschaftlichen Exegesemethoden einerseits sowie die aktuellen Versuche um erneuerte Formen der geistlichen Bibelauslegung und um Wiedergewinnung der Väterexegese andererseits. Auch der zunehmende Einfluss der Bibel auf andere theologische Disziplinen machte eine aktuelle kirchliche Standortbestimmung in Fragen der Bibelinterpretation nötig.
Die Techniken der wissenschaftlichen Auswertung von antiken Schriften, vor allem der historisch-kritischen Methode, fand seit hundert Jahren immer mehr Anerkennung und Anwendung in der katholischen Exegese, dies wird durch mehrere päpstliche Dokumente gekennzeichnet:
- Providentissimus Deus, Enzyklika von Papst Leo XIII. (1893)
- Divino afflante Spiritu, Enzyklika von Papst Pius XII. (1943)
- Sancta Mater Ecclesia, Dokument der Päpstlichen Bibelkommission unter Papst Paul VI. (1964)
- Dei verbum, Dogmatische Konstitution des II. Vatikanischen Konzils (1965)

Mit der zunehmenden Wertschätzung der Methodenpluralismus nahm auch die Kritik der Glaubenden gegenüber der wissenschaftlichen Exegese wegen Gefahren einer Profanierung der Bibelauslegung zu. Dementsprechend bestimmt die Studie ihre Ziele so:
„Es geht also darum, die verschiedenen Aspekte der heutigen Situation in bezug auf die Interpretation der Bibel ernsthaft zu bedenken, Kritik, Klagen und Erwartungen aufmerksam anzuhören und die durch die neuen Methoden und Zugänge eröffneten Möglichkeiten zu nützen. Schliesslich soll die Orientierung, die, die dem Auftrag der Exegese in der katholischen Kirche am besten entspricht, genau bestimmt werden. […] Die Päpstliche Bibelkommission möchte die Wege aufzeigen, die zu einer dem menschlichen und zugleich göttlichen Charakter der Bibel möglichst getreuen Auslegung führen.“

## Inhalt
Die Studie der Päpstlichen Bibelkommission wird in 4 Kapitel unterteilt:
- Methoden und Zugänge für die Interpretation
- Probleme der Hermeneutik
- Charakteristische Dimension der katholischen Interpretation
- Die Interpretation der Bibel im Leben der Kirche

## Originaltext
- Deutscher Text mit der Ansprache von Papst Johannes Paul II. vom 23. April 1993 (Überreichung des Dokuments) und mit dem Geleitwort von Joseph Kardinal Ratzinger vom 21. September 1993, Verlautbarungen des Apostolischen Stuhls Nr. 115, herausgegeben vom Deutschen Bischofskonferenz, Bonn, 2. Auflage, 1996 (PDF; 555 kB)
- Deutscher Text auf der Webseite des Heiligen Stuhls, 15. April 1993